# Sysselsatt kapital
Sysselsatt kapital är ett begrepp som används inom beräkning av finansiella nyckeltal och utgörs av balansräkningens totala tillgångar (d.v.s. balansomslutningen) minus ej räntebärande skulder.
En annan enklare definition av sysselsatt kapital är det egna kapitalet plus räntebärande skulder. 
Det sysselsatta kapitalet är det kapital i ett företag som endera lånas ut av företagets ägare (som ersätts för detta i form av utdelning) eller som lånas ut av långivare (exempelvis banker) mot ränta. Ett exempel på ej räntebärande skulder, som inte ingår i sysselsatt kapital, är uppskjuten skatteskuld eller räntefri kredit från leverantörer.
Avkastning på sysselsatt kapital är ett annat nyckeltal som baseras på det sysselsatta kapitalet.